# Берикур
Берикур (фр. Béhéricourt) насеље је и општина у североисточној Француској у региону Пикардија, у департману Оаза која припада префектури Компјењ.
По подацима из 2011. године у општини је живело 218 становника, а густина насељености је износила 41,13 становника/km². Општина се простире на површини од 5,3 km². Налази се на средњој надморској висини од 164 метара (максималној 178 m, а минималној 37 m).

## Демографија
| 1962. | 1968. | 1975. | 1982. | 1990. | 1999. | 2011. |
| ----- | ----- | ----- | ----- | ----- | ----- | ----- |
| 158   | 164   | 159   | 179   | 192   | 208   | 218   |

График промене броја становника у току последњих година